# Karklomben
Karklomben är en sjö i Överkalix kommun i Norrbotten och ingår i Kalixälvens huvudavrinningsområde. Sjön har en area på 0,264 kvadratkilometer och ligger 125 meter över havet. Karklomben ligger i Torne och Kalix älvsystem Natura 2000-område. Sjön avvattnas av vattendraget Braxenån.

## Delavrinningsområde
Karklomben ingår i det delavrinningsområde (738270-178972) som SMHI kallar för Mynnar i Muggån. Medelhöjden är 144 meter över havet och ytan är 52,59 kvadratkilometer. Det finns inga avrinningsområden uppströms utan avrinningsområdet är högsta punkten. Braxenån som avvattnar avrinningsområdet har biflödesordning 6, vilket innebär att vattnet flödar genom totalt 6 vattendrag innan det når havet efter 139 kilometer. Avrinningsområdet består mestadels av skog (67 procent) och sankmarker (26 procent). Avrinningsområdet har 0,5 kvadratkilometer vattenytor vilket ger det en sjöprocent på 1 procent.